# Arnulfo Tinoco
Arnulfo Tinoco (* 20. August 1971 in Pátzcuaro, Michoacán) ist ein ehemaliger mexikanischer Fußballspieler auf der Position eines Verteidigers.

## Laufbahn
Ayala spielte zwischen 1991 und 1995 für den Deportivo Toluca FC und anschließend für die UANL Tigres, mit denen er 1996 innerhalb von wenigen Wochen zunächst den mexikanischen Pokalwettbewerb gewann und anschließend aus der höchsten Spielklasse absteigen musste. Immerhin gelang als zweifacher Zweitligameister der sofortige Wiederaufstieg am Ende der Saison 1996/97. 
Am Pokaltriumph der Saison 1995/96 hatte Tinoco maßgeblichen Anteil. Denn nach einem 1:1-Unentschieden im heimischen Estadio Universitario mussten die Tigres im Rückspiel beim CF Atlas erfolgreich sein, um den Pokal zu gewinnen. In der 79. Minute gelang Tinoco das goldene Tor zum 1:0-Sieg im Estadio Jalisco von Guadalajara.
Im Sommer 1998 verließ Tinoco die Tigres und schloss sich den Toros Neza an, in deren Reihen er seine aktive Laufbahn 1999 beendete.